# Zu Chongzhi

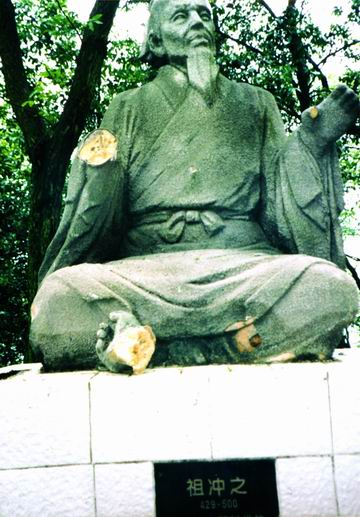
Bronzestatue von Zu Chongzhi (beschädigt)

Zu Chongzhi (chinesisch 祖沖之 / 祖冲之, Pinyin Zǔ Chōngzhī, W.-G. TsuCh'ung-chih, Jyutping Zou2 Cung1zi1; * 429; † 500) war ein chinesischer Mathematiker und Astronom zur Zeit der Liu-Song- und Südlichen Qi-Dynastie.

## Leben und Arbeit
Die Vorfahren von Zu Chongzhi kommen aus der Gegend des heutigen Baoding (Hebei). Auf der Flucht vor dem Krieg kamen viele Chinesen aus dem Bereich der Östlichen Jin-Dynastie zum Jangtse. Mit ihnen kam auch sein Großvater Zu Chang (祖昌). Dieser wurde zum „Minister für große Arbeiten“ (大匠卿) bei den Liu Song, er war damit verantwortlich für die Bauprojekte der Regierung. Zus Vater Zu Shuo (祖朔) arbeitete bei Gericht und galt als respektabler Mann.
Er selbst wurde in Jiankang, dem heutigen Nanjing geboren. Da in seiner Familie schon lange vor ihm eine traditionelle Neigung zur Astronomie und Mathematik bestand, fiel sein Talent früh auf und machte ihn bekannt. Als der Liu-Song-König Xiaowu von seinem Talent erfuhr, schickte er ihn auf die Akademie von Hualin Xuesheng (華林學省) und später auf die kaiserliche Universität in Nanjing (Zongmingguan). Im Jahre 461 war er beim Gouverneur in Nanxu (heute Zhenjiang, Jiangsu).
Zusammen mit seinem Sohn Zu Gengzhi veröffentlichte Zu Chongzhi ein Mathematikbuch mit dem Namen „Methoden zur Interpolation“, das zu den „Zehn Mathematischen Klassikern“ (Suanjing shi shu) gehört. Obwohl das Buch während der Zeit der Song-Dynastie verlorenging, gibt es über seinen Inhalt dennoch Vermutungen: Beispielsweise sollen darin eine Anzahl astronomischer Rechnungen (wegen des von ihm entworfenen sehr präzisen Kalenders) sowie eine Formel für kubische Gleichungen, das Kugelvolumen und die Kreiszahl π enthalten sein.

## Astronomie

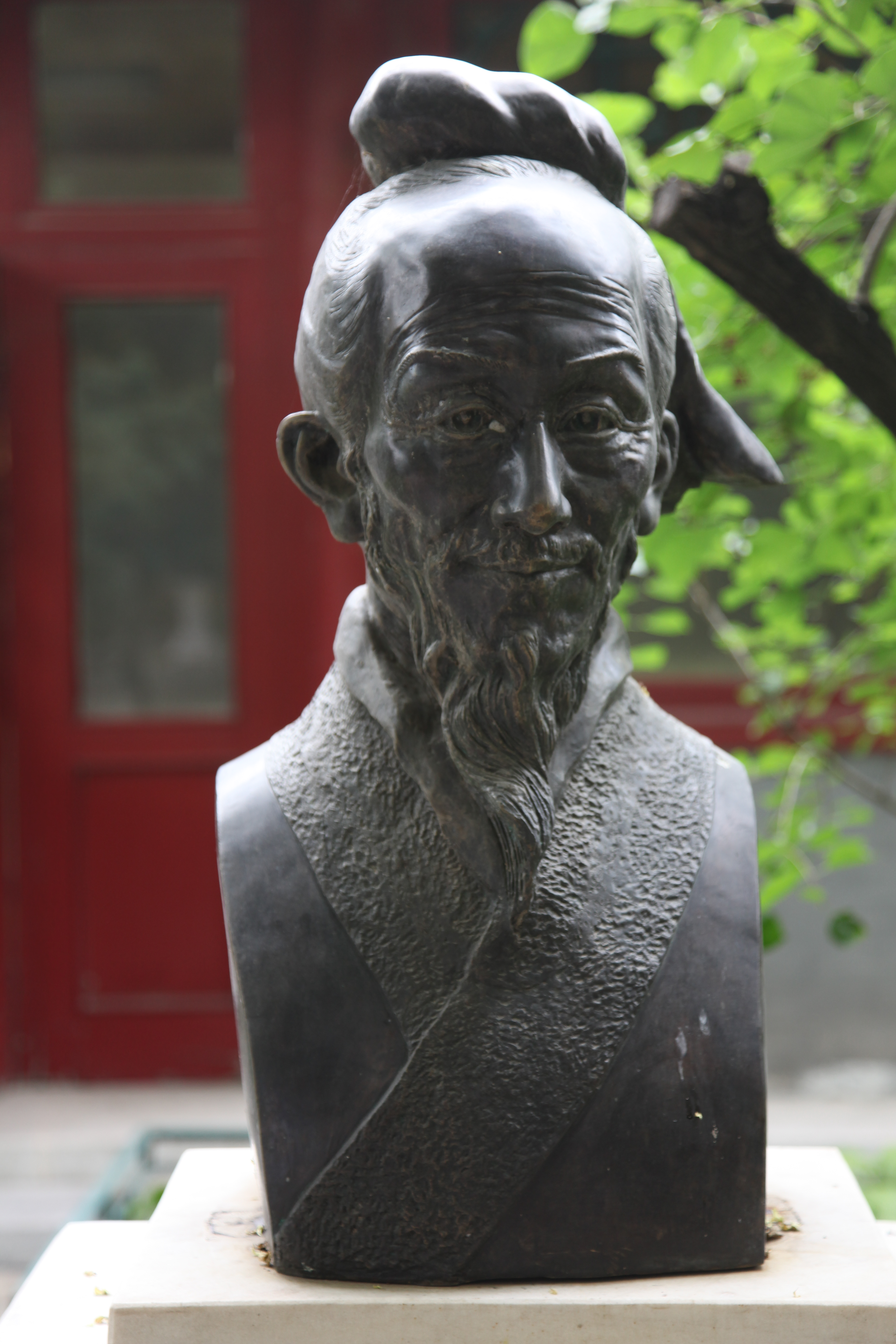
Büste von Zu Chongzhi, Altes Observatorium Peking

Zu war ein begnadeter Astronom, der Umlaufzeiten mit großer Genauigkeit bestimmen konnte. Seine Methoden der Interpolation und der Integration waren der Zeit weit voraus. Es wird gesagt, dass selbst die Astronomen der Song-Dynastie und die indisch beeinflussten Astronomen der Tang-Dynastie seine Methoden verwirrend fanden.
Das siderische und tropische JahrEr erkannte das Taumeln der Erde und berechnete 45 Jahre und 11 Monate pro Grad, d. h. einen Umlauf in 16530 Jahren (richtig: ca. 25.750 Jahre = 71,5 Jahre pro Grad).
JahreslängeEr berechnete die Jahreslänge mit 365,24281481 Tage (richtig: 365,24219878 Tage, d. h. 99,9998 % genau).
Umlauf des MondesDas Umlaufverhältnis von Erde und Mond wurde mit 27,21223 Tagen bestimmt (richtig: 27,21222). Damit konnte er die vier Eklipsen in den Jahren von 436 bis 459 vorhersagen. Bei den astrologie-begeisterten Chinesen ein wichtiges Datum.
Umlauf des JupiterEr berechnete die Umlaufzeit des Jupiters mit 11,858 Jahren (richtig: 11,862 Jahre).
Der Daming-Kalender (大明曆)Schon als Student unter He Chengtian erkannte er Fehler im gültigen Kalendersystem. Zusammen mit seinem Lehrer wurde der Yuanjia-Kalender entwickelt, um einige Fehler im alten zu korrigieren. Zu arbeitete weiter an dem Problem und stellte 463 den Daming-Kalender vor. Die Bürokratie und der Tod des Kaisers verhinderten aber seine Einführung bis 510.
Achtung: Bei den astronomischen Größen ist zu beachten, dass Mittelwerte verwendet werden.

## Mathematik
Das mathematische Wirken von Zu ist in seinem Mathematikbuch Zhui Shu beschrieben. Die meisten Forscher argumentieren über ihre Komplexität. Traditionell betrieben Chinesen Mathematik mit Algebra und Gleichungen. Es ist daher klar, dass die Methode in seinem Buch beschrieben ist. Zu benutzte ein Polygon mit 12.288 Seiten und berechnete π damit auf sechs Nachkommastellen genau. Es dauerte 1000 Jahre, bis es ihm jemand gleichtun konnte. Er benutzte die Cavalieri-Methode (etwa 1000 Jahre vor Bonaventura Cavalieri), auch einen Teil der Integralrechnung, um damit das Volumen einer Sphäre zu bestimmen. Er bestimmte das Kugelvolumen mit {\displaystyle {\tfrac {4\pi }{3}}R^{3}} mit {\displaystyle R} als Radius.

### Bestimmung der Kreiszahl
Er konnte zwei Werte der Kreiszahl π berechnen. Das war für über 900 Jahre die beste Näherung.
Seine beste Näherung war (密率, Milu, „genaue Näherung“) oder 355/113,
die Zweite war (約率, Yuelu, „grobe Näherung“) oder 22/7.
Er kam zu seinem Ergebnis, indem er den Kreis mit einem 12.288 (= 212 × 3)-seitigen Polygon umgab.
Der japanische Mathematiker Yoshio Mikami erklärt dazu:

„22/7 wurde bereits von Archimedes Jahrhunderte vorher gefunden. 355/113 aber findet sich in keinem indischen, arabischen oder griechischen Manuscript. Der Wert wurde erst 1585 von dem holländischen Mathematiker Adriaan Anthoniszoon gefunden. Das sind fast 1000 Jahre nach Zu Chongzhi.“

Yoshio Mikami plädiert daher dafür, den Bruch
{\displaystyle {\frac {355}{113}}=3{,}141592920\dots }
als Zu Chongzhi-Bruch zu nennen. In der chinesischen Literatur ist es als Zu Chongzhi-Verhältnis bekannt. Es ist die beste rationale Beschreibung, bis man zu
{\displaystyle {\frac {52163}{16604}}=3{,}1415923874\dots }
kommt.

## Der Südweisende Wagen
Der Südweisende Wagen wurde von dem chinesischen Mechaniker Ma Jun (ca. 200–265) erfunden. Es handelt sich dabei, um einen Wagen mit einer frühen Version des Differentialgetriebes. Dadurch zeigt eine Figur auf dem Wagen immer nach Süden. Es handelt sich damit um reine Mechanik und nicht um einen Kompass, der ein Magnetfeld benötigt. Die gleiche Technik wird im Auto benutzt, um die gleiche Kraft auf die Räder einer Achse zu übertragen. Am Ende des Zeitalters der drei Reiche geriet der Wagen in Vergessenheit. Dennoch gelang es Zu Chongzhi den Wagen im Jahre 478 nachzubauen. Dazu steht im Buch Song Shu (ca. 500) und Nach Chi Shu:

„Als der Kaiser Wu von Liu Song das Reich Guanzhong eroberte, erbeutet er den Südweisenden Wagen von Yao Xing. Aber es war nur eine Hülle ohne die Mechanik. Ein Mann musste im Inneren die Figur drehen. Während der Regierungszeit von Sheng-Ming beauftragte „Gao Di“ Zi Zu Chongzhi den Wagen zu rekonstruieren. Er schuf eine neue Maschine aus Bronze die korrekt drehen konnte und gleichmäßig die Richtung hielt. Seit Ma Jun hat es so etwas nicht mehr gegeben.“

## Ehrungen
- 1961 benannte die Internationale Astronomische Union den Mondkrater Tsu Chung-Chi nach Zu Chongzhi.[1]
- Der Asteroid (1888) Zu Chong-Zhi wurde ebenfalls nach Zu Chongzhi benannt.[2]